# Кузничевский сельский совет
Кузничевский сельский совет (укр. Кузничівська сільська рада) — входит в состав
Городнянского района
Черниговской области
Украины.
Административный центр сельского совета находится в 
с. Кузничи
.

## Населённые пункты совета
- с. Кузничи
- пос. Зелёное